# Ruta de Illinois 351
La Ruta de Illinois 351, y abreviada IL 351 (en inglés: Illinois Route 351) es una carretera estatal estadounidense ubicada en el estado de Illinois. La carretera inicia en el sur desde la IL 71  , IL 251   en Oglesby hacia el norte en la I 80     en La Salle. La carretera tiene una longitud de 13,8 km (8.55 mi).

## Mantenimiento
Al igual que las autopistas interestatales, y las rutas federales y el resto de carreteras estatales, la Ruta de Illinois 351 es administrada y mantenida por el Departamento de Transporte de Illinois por sus siglas en inglés IDOT.

## Cruces
La Ruta de Illinois 351 es atravesada principalmente por la  US 6     en La Salle.

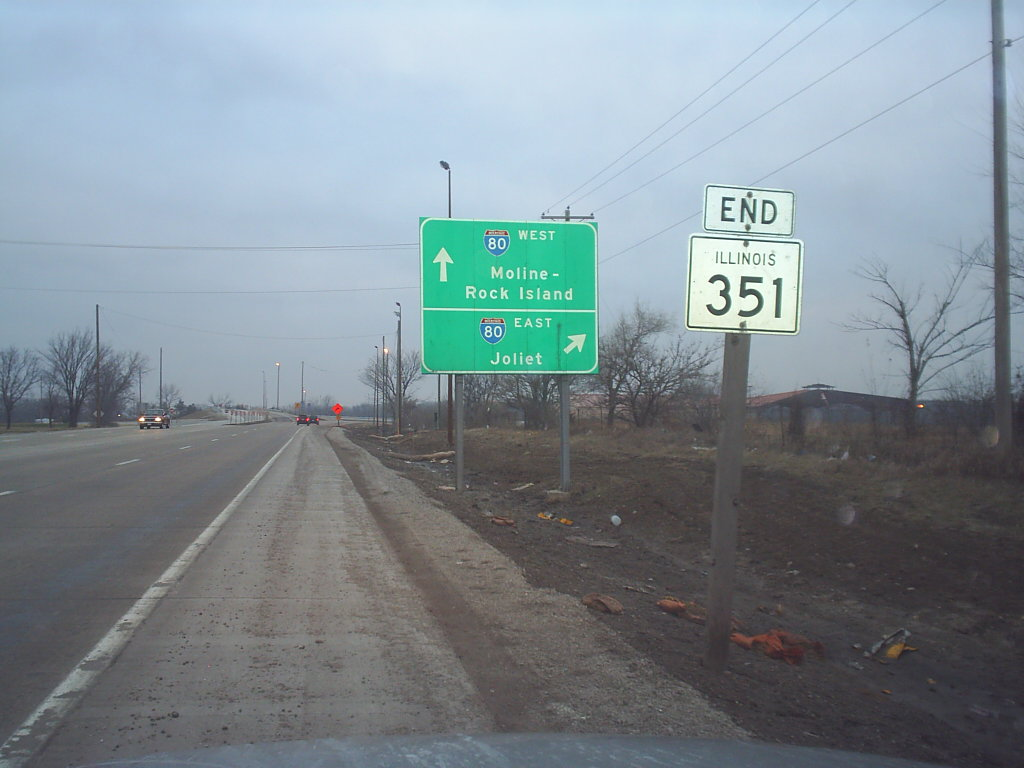
Northern terminus of IL 351